# Hirevo, Gabrovo
Hirevo (în bulgară Хирево) este un sat în comuna Sevlievo, regiunea Gabrovo,  Bulgaria. 

## Demografie
Componența etnică a satului Hirevo
     Romi (1,8%)
     Turci (7,83%)
     Bulgari (89,75%)
     Nicio identificare (0,6%)
La recensământul din 2011, populația satului Hirevo era de 166 locuitori. Din punct de vedere etnic, majoritatea locuitorilor (89,75%) erau bulgari, existând și minorități de turci (7,83%) și romi (1,8%). Pentru 0,6% din locuitori nu este cunoscută apartenența etnică.